# Popigai-Krater

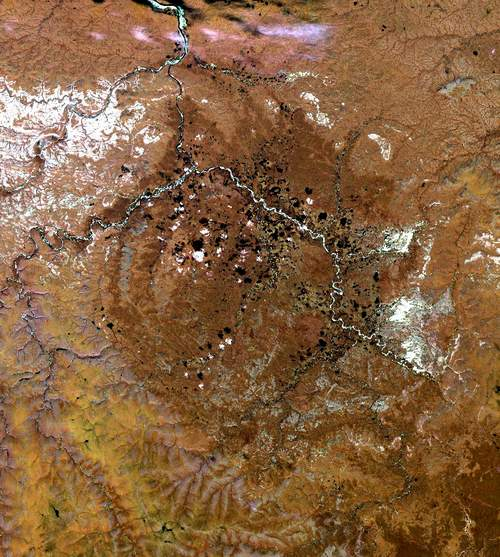
Popigai-Krater

Der Popigai-Krater (russisch Попига́й) im nördlichen Sibirien ist ein großer Einschlagkrater mit einem Durchmesser von etwa 100 Kilometern. Ein Meteoriteneinschlag hat den Krater vor rund 35 Millionen Jahren in der erdgeschichtlichen Epoche des späten Eozän geschaffen. Zusammen mit dem Manicouagan-Krater ist er der fünftgrößte Meteoritenkrater auf der Erde.
Der Asteroid, der den Krater geschaffen hat, wurde entweder als Chondrit mit einem Durchmesser von acht Kilometern (km) oder als Steinasteroid mit einem Durchmesser von fünf Kilometern identifiziert.
Die Schockwellen des Impakts haben den Graphit des Untergrundes in einem Umkreis von rund 13,6 km teilweise in Diamant verwandelt. Obwohl es keine genauen Messungen dazu gibt, wird vermutet, dass durch diesen Einschlag mehr Diamanten gebildet wurden als durch die übrigen geologischen Prozesse in der Erde. Eine Nutzung der Diamantvorkommen ist auf Grund der geringen Konzentrationen im Gestein aber unwirtschaftlich.
Der Popigai-Krater ist das am besten aufgeschlossene Beispiel für einen großen Krater. Es gibt zwar vier größere Krater auf der Erde; diese sind aber entweder von jüngeren Ablagerungen verdeckt (Chicxulub-Krater und Woodleigh-Krater), stark verformt (Sudbury-Becken) oder sehr stark erodiert (Vredefort-Krater).
Der Krater wurde nach dem gleichnamigen Fluss Popigai benannt, der ihn von Südosten nach Norden auf seinem Weg zum Mündungsfluss Chatanga durchfließt.